# 星空へ架かる橋
『星空へ架かる橋』（ほしぞらへかかるはし）は、fengから2010年10月15日に発売されたアダルトゲーム。2011年4月から6月まで、テレビアニメが放送された。

## 概要
feng第6作で、青空の見える丘から3部作の締めとなる作品。前々作『青空の見える丘』、前作『あかね色に染まる坂』と世界観を同じにする。公式サイトでのキャッチコピーは「田舎転校癒し系ADV」。アダルトゲームでバイノーラル録音を使用した初めてのゲームと謳っている。略称は「星架か」でゲーム公式サイトやテレビアニメ公式サイトのURLにもhoshikakaが入っている。ただし、アニメ版のTwitterアカウントはhekaru（へかる）になっている。
2009年12月11日発売の予定だったが、度重なる延期で発売日は10か月あまり延期され、2010年10月15日に発売された。追加要素として、2011年2月15日にパートボイスながらシナリオやCGを書き下ろした「バレンタイン特別パッチ」が公開されている。このバレンタイン編は後述のAAにアフターストーリーとしてフルボイスで収録されている。また、パッチには収録されていない伊吹編も収録。
2011年9月30日には公式サイトにてfeng初のファンディスクとなる『星空へ架かる橋AA（ダブルエー）』を制作していることが明らかになった。
関連の展開としては、2011年4月よりテレビアニメ版が放送され、この続編としてOVA版の｢星空へ架かる橋 OVAスペシャル｣が2011年12月21日に発売された。また、インターネットラジオで『星空へ架かるラジオ』およびアニメ版の番組『ラジオ・星空へ架かる橋「よろづよ別館」』が放送されたほか、漫画版として角川書店の月刊コンプエースにて森崎くるみによる漫画版（全2巻）も連載された。さらに、2011年3月30日にはアスキー・メディアワークスより『星空へ架かる橋 ビジュアルファンブック』が発売されている。
『星空へ架かる橋』のバレンタインパッチと『星空へ架かる橋AA』のバレンタインシナリオとで、一部のシーンの台詞回しや背景が違うところがある。
萌えゲーアワード2011で『星空へ架かる橋』がキャラクターデザイン賞【銀賞】受賞。萌えゲーアワード2012で『星空へ架かる橋AA』でファンディスク賞銀賞を受賞。
Getchu.com美少女ゲーム大賞2010のキャラクター部門で神本 円佳が１位を獲得。Getchu.com美少女ゲーム大賞2012のキャラクター部門で神本 円佳が4位を獲得。

## あらすじ
病気がちな弟・歩の転地療養に付き合う形で山比古町に引っ越した主人公・星野一馬は、町の学園「山比古南学園」への転入初日に道に迷ってしまったところ、偶然同じ学園に通う中津川初と出会って学園まで案内してもらうが、道なき道で足を滑らせた一馬は誤って初を押し倒したうえ、キスまでしてしまう。それを初の親友、日向伊吹に見られてしまったことにより、一馬の生活は波乱万丈のスタートを切ることになる。

## 舞台
物語の舞台となる山比古町は岐阜県高山市一之宮町をモデルとしている。ただしアニメ版とゲーム版では駅のモデルが違い、ゲーム版では岐阜県可児郡御嵩町の御嵩駅を、アニメ版では一之宮町の飛騨一ノ宮駅をモデルとしている。

## 登場人物
担当声優はゲーム版 / テレビアニメ版の順。1人しか記載されていない場合は特記ない限りゲーム版とする。

### 主人公
星野 一馬（ほしの かずま）
声：浅沼晋太郎（アニメ版）
誕生日：8月4日（しし座） / 身長：170cm
主人公。弟の転地療養に付き合う形で空気の綺麗な「山比古町」に引っ越してきた。父のなじみの旅館「よろづよ」に間借りしている。弟の歩を溺愛しており、引っ越しも売れっ子作家の父とその担当編集である母の代わりに保護者代行としてついてきたためである。「どこに出しても恥ずかしくない弟」と歩に対して過保護な所があり、自分でも自覚はしている。
引っ越す前に通っていた学園が、前々作『青空の見える丘』の舞台「ファミーユ学園」である（前々作の2年後であるため、『青空の見える丘』のキャラクター達とは接点はない）。前の学園では陸上部に入部していて、レギュラーにも選ばれるほど走る事には自信がある。アニメ版ではテニス部に所属していた。また、アニメでは大吾の女子風呂の覗きをとめていたが、原作では止めずに参加していた。
都会育ちという印象と、転校初日での初とのハプニングと、偶然にも学園で人気のある少女達とも知り合いになったことから、当初は「都会から来たプレイボーイ」と誤解を受けており、中盤になりその誤解は解けるものの、気がついたらその少女たちとグループを作っていたことからプレイボーイとあだ名が定着した。
AAのアナザーでは周りに女の子が多いのに誰とも付き合っていないことから「鉄壁の盾」、「僧職系」と呼ばれる。よっちゃんルートの会話によると準一とも会ったことがある様子。テニス部だったということになっていたり、ゆきだるまつりの発案や、陽菜の進学問題などアニメ版の設定も含んだ色々なルートの話が混ざっていて、今では来たばかりの頃とは別な方向で山比古町の有名人になっている。
長瀬 準一（ながせ じゅんいち）
声：なし
誕生日：3月31日（おひつじ座）
前作『あかね色に染まる坂』の主人公で、AAの湊アフターにおける主人公。作中では湊と結ばれた後の話になっており、父親とも湊との交際を認めさせ、その記念として湊と二人でよろづよに訪れた。
実際には「親の前だろうとイチャイチャする姿に旅行でもして来いと強引に送り出したのが真相である」と準一は考えている。

### メインヒロイン
中津川 初（なかつがわ うい）
声：日々野蒔 / 中村繪里子
誕生日：10月17日（てんびん座） / 身長：156cm
学園の2年生。一馬が転入初日に出会った天真爛漫な少女。一馬にキスされるも、さほど気にしていない模様。しかし、時間が経つにつれ一馬を意識し始める。山比古町のことが好きで、今の生活が続くことを願っている。
細身の見た目に反して3段重ねの重箱にドカ弁のご飯という大食い（噂では食事の前後に「本人の感覚での」軽食が入って1日に9食しているという）。何事にも危険性を感じさせないため名前を捩って「あやうい」と呼ばれることも。
大のお兄ちゃんっ子であり、一馬にその影を重ねている節がある。兄（声 - 南條愛乃〈幼少期〉）の名前はゲーム版では明かされなかったが、アニメ版ではじめと言う名前である事が明かされた。また、アニメでは恋人ができたり、その恋人との間に子供ができたりと話の中核に関わるよな扱いを受けているが、原作だと彼が登場するのは、初ルートのラストにオチとして登場するのみである。
AAのアナザーでは一馬とは仲のいい兄妹のような扱い。なお、初シナリオではラストで一馬は都会に戻る事になるがバレンタイン編の序盤は伊吹、陽菜シナリオと共通になっているため、山比古町に残っている事になっている。
日向 伊吹（ひなた いぶき）
声：青葉りんご / 同左
誕生日：8月15日（しし座） / 身長：151cm
学園の2年生で初の幼馴染兼親友。一馬と初のキスを目撃したので、一馬を敵視している。一馬たち2年生クラスの委員長を務めている。弓道部に所属しており、副部長を務めている。全国大会で好成績と収めるほどの実力。
一馬には良い印象を抱いていなかったが、初たちと一緒に過ごしていくうちに見方を改めるようになった。言いたいことははっきり言う性格。口より先に手が先に出るタイプでそのほとんどは大吾に向けられている。いわゆるツンデレである。
AAのアナザーでは一馬とは仲のいい友達と言う扱いに落ち着いている。ただし、一馬が余計な一言を言うのでよく制裁を与えている。3年時の大会では予選で敗退して引退しているが、相変わらず顔を出して後輩を指導している。
藤堂 つむぎ（とうどう つむぎ）
声：鈴木らん / たかはし智秋
誕生日：12月9日（いて座） / 身長：165cm
学園の3年生。「よろづよ」で仲居見習いをしている。おっとりとした性格のみんなの良き相談役。
藤堂姉妹の長女。気配り上手でスタイルも良いので学内の人気が高く、癒し系お姉さんとして陽菜と人気を二分している。女将である千歌からの信頼も厚い。
しかしアニメではヒロインの中で唯一当番回がないまま終了した。また、体育祭では運動神経の無さが強調されていた。
AAのアナザーでは学園を卒業し、「よろづよ」に就職して新米仲居になっている。
藤堂 こより（とうどう こより）
声：桃井いちご / 大久保藍子
誕生日：10月5日（てんびん座） / 身長：146cm
つむぎの妹。藤堂姉妹の次女。学園の1年生。一人称は「あたい」。やんちゃで正義感が強く、初を押し倒した一馬を成敗するために現れる。男勝りの口調で声も大きい。
町の平和を守るため子供達によるチーム「ヤマビコレンジャー」のリーダーを務め、パトロールをしたり、人助けをするなど心優しい一面を見せる。しかし、後先考えず行動することもあり、いつもつむぎに窘められる。銭投げ（アニメ版では、どんぐり投げ）が得意。
AAのアナザーでは一馬とは友達兼ライバルと言った関係で、よく子供達も交えて遊んだりするが、勝負事になると一馬と張り合う。
酒井 陽菜（さかい ひな）
声：森谷実園 / 吉田真弓
誕生日：9月29日（てんびん座） / 身長：175cm
学園の3年生で、つむぎの親友。冷静で物に動じない性格。長身でスタイルもよく、クールな印象から特に女子生徒の人気が高く、クールビューティーとしてつむぎと人気を二分しているが、本人にとってはコンプレックス。
見た目できつい印象を与えてしまうが、本来は心優しい女性でかわいいもの好きであり、自室にはぬいぐるみなどがたくさんある。歩を気に入っており時々付き添って行動することもある。酒屋「酒井酒店」の娘で、原付の免許を持っているため、店の手伝いでよろづよをはじめとする各所に配達に行く。
酒に弱く、アルコールの匂いを嗅ぐだけで酔っ払うため製造面での手伝いはできないが、将来は経営面で家業の手伝いをしたいと思っており、経済学等を学ぶために東京の大学への進学を目指している。ちなみに酔っ払うと喜怒哀楽の激しい性格になり、Hの際もSとMが入り混じったプレイになる。
AAのアナザーでは学園を卒業後、都会の大学へ進学しているため、出番が少ない。
神本 円佳（こうもと まどか）
声：いすずあすか / 清水愛
誕生日：10月13日（てんびん座） / 身長：153cm
学園の1年生で、地元の神社「木霊神社」の神主の娘。年齢の近い異性が苦手。
年齢の割にスタイルが良いため、学内の人気も高い。祖父に厳しく育てられたため、男性への恐怖心が相まって触れられると護身術で投げ飛ばしてしまう。しかし、一馬と出会い、自分を変えようと少しずつ行動するようになる。巫女神楽では舞姫を務める。幼少期の思い出を大切にしていて、そのときの相手が現れるのを待っている。興奮すると一息で喋っているのか怪しいほどの長台詞を喋り、よく後半部分が（以下略）と表示される。
蜂蜜が好物で蜂蜜に対して目がなく、はしゃいでしまうほど。特にハニ塔が大好き。
実は10年前に一馬と一度出会っている。一馬の事を呼ぶ時に「かずまさん」と平仮名で表示されるのがその伏線になっている。
なお、彼女を攻略後に最初からプレイすると一部セリフが追加される。
AAのアナザーでは未だに一馬へ想いを寄せているが、性格が災いして言い出せずにいる。

#### AA追加・昇格ヒロイン
七森 星羅（ななもり せいら）
声：遠野そよぎ
誕生日：7月24日（しし座） / 身長：151cm
歩やかさねのクラスメイトだが、特に交友関係は無い。伊吹とは昔からの知り合いで「お姉ちゃん」と呼ぶほどまでに気を許している。
毎日夜の公園で星空を見ている。誰に対してもそっけない態度を取り、一馬に対しても同様。そのため、クールで近寄りがたいと思われている。しかし、実際は、天然で思い込みが強く、かつ母親や祖母にべったりな性格もあいまって、他人への接し方が不器用なだけである。
年齢の割にスタイルが良いため周囲の目を引く。口癖とはちょっと違うが「何故○○でしょうか」と言う言葉をよく口にする。
伊吹とは家が近所で母親同士も仲が良かったが、母親の死後は疎遠になっていた。以前は「（伊吹）お姉ちゃん」と呼んでいた。一馬との付き合いの中で以前の関係を取り戻した。
彼女のルートでのみ青空の見える丘のファミーユ学園に行くことになりファミーユの制服を着た彼女が見られる
まだ学生であるため、子供が出来ないように気を付けているのだが、作中で描写されている行為を見る限りそんな風には見えない。
万 千歌（よろず せんか）
声：柚木かなめ / 河原木志穂
誕生日：12月20日（いて座）
主人公達が暮らす旅館「よろづよ」の女将にして、2人の保護者役を務める女性。酒好きで姉御肌。年齢は不詳だが作中（AA）でのセリフによると「20代ぎりぎり」である。「おばさん」と呼ばれることを嫌っており、一馬と歩に「お姉さん」と呼ぶように言った。しかし、その際見せた表情と態度から2人からは「姐（ねえ）さん」と呼ばれるようになった。ゲームでは自らを「美人すぎる女将」と呼ぶことを強調している。一馬曰く、「鉄のツメ」。また従姉妹のよっちゃんから直接名前を呼ばれることはないが、サイドストーリーの中でひとり言で千歌ちゃんと呼んでいる。AAでは千歌さんと呼ばれている。
AAのアナザーで攻略対象キャラに昇格。「よろづよ」を継いだ経緯や学園時代の性格なども語られている。
準一曰く「FDで攻略したくなるほど美人」。
藤堂 かさね（とうどう かさね）
声：杏子御津 / 門脇舞以
誕生日：10月8日（てんびん座）
つむぎとこよりの妹。藤堂姉妹の三女。二人の姉のことをそれぞれ「むぎ姉」「こよ姉」と呼ぶ。後頭部に水色の大きなリボンを結んでいる。噂話を聞くのも人に話すのも大好きで、学園の噂話はおろか、町内の情報にも詳しく、彼女が広めた噂は瞬く間に町中に広まってしまうほどであり、「山比古町の最新最速情報発信基地」と自負している。また、小悪魔的な性格をしており、一馬からは「リトルデビル」とも呼ばれている。
病弱で穏和な歩を放っておけず、色々と世話を焼こうとする。本人は否定しているものの歩を多少意識している。ルートによっては何故意識しているのかがわかる。
AAのアフターで攻略対象キャラに昇格。しかしシーンは夢であるという設定になっており現実では攻略したとは言えない状況である。アナザーでは一馬の事を面白半分で広めた事に対する罪悪感から、噂話を広めるのを控えている。星羅ルートでは星羅の親友となる。

### サブキャラクター
星野 歩（ほしの あゆむ）
声：卯衣 / 大橋歩夕
誕生日：10月21日（てんびん座）
主人公の弟。病弱で線が細く儚げな容姿をした美少年。礼儀正しくて大人しい性格をしている。そのため特に女性の人気が高く、陽菜からも大層気に入られている。喘息の持病を持ち、療養のため山比古町に引っ越してきたが、兄・一馬をつき合わせてしまったことを気にしている。学園では美術部に入部する。
AAでは一馬の誕生プレゼントのために本町商店街の喫茶店「マウン10本八和良店」でバイトをする事にしたが、ウェイトレスしか籍がなく、マスターからの条件で已む無くメイド服を着て「藤宮あゆみ」として働いた結果、「ものすごく可愛いウェイトレスがいる」と評判になり、店を繁盛させた事が語られている。
南国原 大吾（みなみこくばる だいご）
声：春野風 / 羽多野渉
誕生日：6月5日（ふたご座）
一馬とすぐに意気投合した友人。芸人気質で、笑いのために体を張ることもある。一馬を「兄弟」と呼ぶ。伊吹によく殴られる。エロい事に情熱を注ぎ、チャンスがあればのぞき等を敢行しようとする（しかしことごとく失敗し、成功した事はない）。また、本町にもインターネットカフェにネットゲーム目的に行く事をはじめ、エロゲーやアダルトDVD等を買いによく赴く。
OVAでは物語上主人公的たっちで描かれている。
南国原（みなみこくばる）先生
声：松涛エルサ
一馬たちのクラスの担任教師で大吾の父親。下の名前は不明。熱血教師ドラマを観た影響で教職を目指した経緯があり、そのためか時には熱血教師になる事があり、彼の受け持つクラスは自然に「B組」と呼ばれている。AAでは千歌の学園時代の担任でもあったことが判明する。アニメ版および漫画版では大吾の母親が担任になっているため、登場しない。
藤宮 詩（ふじみや しい）
声：加賀ヒカル
一馬の幼なじみ。アイドル声優。ルートによっては名前だけで終わることもある。
プライベートではマイペースな話し方だが、アイドルとして人前に出ると性格が180度変わる。かなり人気があり、大吾の他、歌を聴いた事が無かったこよりも少々聴いただけでファンになった。アニメ版では登場しない。
前作または前々作に出てきた聖、翠、彩との関係は不明。
長瀬 湊（ながせ みなと）
声：水沢光
誕生日：5月2日（おうし座）
前作『あかね色に染まる坂』のメインヒロインの一人。
「私立アミティーエ学園」の2年生。所属しているテニス部の合宿で、山比古町へ訪れている。アニメ版では登場しない。
AAの湊アフターでは準一とともに「よろづよ」に旅行に来る。
よっちゃん
声：YOCCHAN
誕生日：10月27日（さそり座）
前作『あかね色に染まる坂』のサブキャラクター。
湊と同じ「私立アミティーエ学園」の2年生。友人の湊と一緒に、テニス部の合宿で山比古町へとやってきた。「よろづよ」の女将・千歌の従妹で、彼女の紹介で主人公と知り合う。山比古町を去る前に円佳とメル友になり、都会に帰ってからもメールでやり取りしている。巫女服に相当なこだわりを持っているようで、円佳に巫女服を着せたがる（ただし、自分が着るのは趣味ではない）。アニメ版では登場しない。コンシュマー版のあかね色に染まる坂と同じく立ち絵がある。
相変わらず本名が明かされることは無く、よっちゃんと自己紹介しても疑問に思われることも無い。
千歌曰く、従妹だが苗字は違う。そのことからよっちゃんの”よ”は万の”よ”ではない。
今作でも声優が変更され、全作品で声優の違うキャラとなってしまった（ただしPS2・PSPは共通）。
AAのアナザーで攻略対象キャラに昇格。にもかかわらず結局本名が明かされる事はなかった。
彼女ルートでは結婚する時に明かされるらしいがそれまでは一馬ですら教えてもらえなかった
白石 なごみ（しらいし なごみ）
声 - みる
誕生日：7月21日（かに座）
前作『あかね色に染まる坂』のメインヒロインの一人。AAの湊アフターで「よろづよ」に旅行に行っている準一に突然電話をかける。
そして何故かよっちゃんが一馬と恋仲になることを知っている。
椎名 観月（しいな みつき）
声 - 森谷実園
誕生日：5月27日（ふたご座）
前作『あかね色に染まる坂』のメインヒロインの一人。AAの湊アフターでなごみが準一と電話している時に何故かなごみと一緒にいる。湊からは前作ヒロインの中で最も警戒されている。
そのため彼女に電話が渡ると湊が嫉妬してしまい、バッドエンドになる
酒井 泰造（さかい たいぞう）
声：不明 / 鳴海崇志
陽菜の父親で地元酒蔵「酒井酒店」の経営者。杜氏でもあり、昔気質の頑固親父で、大学進学しようとする陽菜に猛反対し、陽菜に近寄ろうとするナンパ男を腕ずくで追い払ったりと気難しい性格の持ち主だが、本心は娘にいつまでも家に居てほしいと子煩悩な所もある。
森崎 源五郎（もりさき げんごろう）
声：不明 / 緒方賢一
三年前に妻に先立たれ、現在は悠々自適に一軒家で一人暮らしをしている老人。こよりとは代わりに買い物などに行ってくれているほどの仲で、こよりから「源じい」と呼ばれている。麦茶を飲む時に砂糖を入れ、それが普通だと今まで思っていた。神主とは旧知の仲。
アニメ版では苗字が「山川」になっており、「植木の山源」を自営している事になっている。
神主
木霊神社の神主で、円佳の祖父。円佳に悪い虫が付かない様にと護身術を教えた人物。綱引きや神事などの行事を執り行う。昔、片思いの女性に告白しようと神事で男役になり告白したがフラレた経緯がある。
平二郎（へいじろう）
声：不明 / 矢部雅史
駅前のラーメン屋「男汁らーめん平二郎」の店主。ラーメンにかける情熱は人一倍あり、逆にラーメンの事をけなされると包丁片手に怒り出す。こよりとは親友の仲。
アニメ版では一変して緩い性格になっており、スタッフロールでも「ラーメン屋の店主」となっている。また、ゲーム版では、一部「平次郎」と誤植される事がある。
西（にし）、東海林（しょうじ）
ゲーム版のみ登場。二年生のクラスメイトで一馬・大吾の男友達。時々大吾の悪ふざけなどに突っ込みを入れる事がある。二人合わせて東西コンビと呼ばれる事もある。
伊吹からはよく、大吾を含めて３バカ扱いをされている。一馬が来てからは一馬も含めてバカ四天王と呼ばれる。
西の方はつむぎに片思いしており、告白する機会を狙っている。
白井 澄香（しらい すみか）
ゲーム版のみ登場。高学1年生の女子で、酒井のファンの一人。小柄で細い体格に似合わず初と同レベルの大食漢で、去年の体育祭の大食い競争では初を抜いて優勝した。今年も酒井に優勝を捧げるために大食い競争で初と雌雄を決する事になる。

### アニメ版の登場キャラクター
南国原（みなみこくばる）先生
声：勝生真沙子
アニメ版・漫画版のみに登場。一馬たちのクラスの担任教師で大吾の母親。下の名前は不明。
陽菜の母
声：田中涼子
アニメ・OVA版のみ登場。陽菜がそのまま歳をとった感じ。勝気な性格の持ち主で夫・泰造も時には頭が上がらない事があり、店の売り上げに比例して泰造の小遣いを勝手に減らしたりしている。学生時代は地元では不良で通っていて、喫煙者でよく煙草を吸う。そのため娘がまっすぐ育ってくれている事に心から安心し、大学進学には賛成している。初・円佳の母親達とは親友同然の間柄で、買い物などによく同行する。
山川 蛍太（やまかわ けいた）
声：沼倉愛美
アニメ版のみ登場。源五郎の孫。大病を患い病院に入院中。作中、手術を受ける事に自信を持てず、その姿をみたこよりとある約束をした。
初の父
声：川原慶久
アニメ版のみ登場。眼鏡をかけた、いかにも「優しい父親」。
初の母
声：石塚さより
アニメ・OVA版のみ登場。ショートヘアーの似合う明るい性格の持ち主。陽菜・円佳の母親とよく同行する。
円佳の母
声：村井かずさ
アニメ・OVA版のみ登場。円佳がそのまま大人になった感じで、円佳とは対照的な性格の持ち主。初・陽菜の母親とよく同行する。
団 優歌（だん ゆうか）
声：田村ゆかり
OVA版で登場。大吾側のヒロイン。大吾のネットゲーム仲間のユーカ本人で、学園の1年。ゲーム版では大吾の口から名前のみ登場している。
「星空へ架かる橋AA」ではゲーム版とアニメ版の相違点から、OVAの出来事は大吾の夢として処理されている表現があるため、ゲーム版でのユーカの正体は彼女ではない。夏祭り編では男だったらしい事が判明している。

## 用語
山比古町（やまびこちょう）
物語の舞台となる田舎町。山々に囲まれた片田舎で人口は約9千人。産地品や行事などにおける観光などで町の財源はとりあえず潤っている。交通網は電車は1時間に1・2便、バスも1時間に1便と多少不便な所がある。町の中心部は近年少しずつだが都会化され、地元住民が昔から通っている山比古商店街付近は賑わっている。
よろづよ
千歌が女将を務め、一馬・歩が居候している旅館。歴史は古く、本編から三年前に新館を増築したほど繁盛している。一馬と歩は年相応にそれぞれ旧館最上階の一室ずつを自室として使用している。新館・旧館それぞれに玄関があり、一馬たちは旧館から出入りしている。
山比古南学園（やまびこみなみがくえん）
一馬たちが通う学園で中・高合併(校舎は別々)で、地元住民は略して「ヒコナン(比古南)」と呼んでいる。郊外からも生徒が通うものの、近年の少子化で生徒数が少なく、1年につき1クラスしかない。夏に体育祭があり、ヒコナンレースもこの時に開催される。
山比古商店街（やまびこしょうてんがい）
山比古町の中心部にある商店街。山比古町の中で一番賑わっている所で、マウン10や酒井酒店等が立ち並び、一馬たちも学校の帰りがけなどに時々訪れる。
マウン10（アニメ版では「バクパイプ」）
山比古商店街にある初がひいきにしている喫茶店で、通常の数倍はある「ジャンボパフェ」は有名。
AAでは店長の弟が本八和良町の商店街に2号店「本八和良店」を開店した。
酒井酒店（さかいさけてん）
陽菜の実家で、父・泰造が経営している酒店。酒蔵もあり、木霊神社の御神酒を生産・納品している他、地酒を生産・販売をしている。
矢方商店（やかたしょうてん）
駄菓子屋で、地元住民は町の名前にちなんで「やっほう」と呼んでいる。初がうめぇ棒チーズ味を大量に購入する所で、店の売り上げに大変貢献している。
男汁らーめん平二郎
駅前にあるラーメン屋で、店長は生粋のラーメン職人である平二郎。通常の5倍はある「超巨大ラーメン」や、大盛りラーメンに具をごった入れした「大盛り全部乗せラーメン」など規格外なメニューがある。初がひいきにしている店のひとつ。
本八和良町（もとやわらまち）
山比古町の2つ隣にある町で、山比古町の住民は「本町(ほんまち)」と略して呼んでいる。山比古町より遥かに近代化が進んでおり、中心部にある本八和良商店街にはカラオケボックスやインターネットカフェなどがあり、休日は山比古町などから来る若者で賑わう。
アニメ版では呼び名が「ほんちょう」になっている。
双子山（ふたごやま）
山比古町を代表する双子のように連なっている山で、その昔、マカミとタマソという二人の男女がそれぞれの山に住んでいて、山神にお願いして一つの山にしてもらい、念願叶って二人は結ばれたが、後に二人が生き別れの実の兄妹だと知った山神が再び山を二つに分け、それ以来山頂でお互いの名を呼び合った事から「山比古(やまびこ)」という地名になったという言い伝えがあり、毎年秋にはその言い伝えにちなんだ神事が開催される。また双子山展望台から嫌な事などを叫ぶとすっきりすると、地元住民から親しまれている。
尚、アニメ版では倫理的に考慮し、男女の神様が自分たちの事しか見えず神様の仕事を疎かにしたため土地が枯れ、怒った大神により山ごと二つに分けられた事に置き換えている。
木霊神社（こだまじんじゃ）
山比古町に古くからある神社で、円佳が住んでいる。とても長い石段で昇り降りしていかなければならない。七夕の日の七夕祭りや、大晦日の神楽舞など色々な神事が執り行われる。昔から物事を解決する時に、力に自慢がある男達による綱引きで決着をつける行事が代々受け継がれている。
神事
山比古町の言い伝えにちなんで、古くから秋の季節に行われる行事。男は木霊神社から、女は家から山車に乗り、町の中心にある大橋にて、男は神主から受け取った巻物の内容を読み上げ、女も内容の返事をする。近年では両想いだがなかなか告白しないカップルのために、告白の後押しをしようと毎年わざとそのカップルを選抜している。
ヒコナンレース
町内会が主催するレースで、正式名称「山比古町内マラソン」。毎年夏に、山比古南学園の体育祭の午後の種目として開催される。元々は20年前に学園の卒業生が町興しに始めたもので、町挙げての一大イベントとなっている。生徒がそれぞれの店の代表者としてエントリーし、各所にある関門をクリアしながら町中を走る競技。優勝者は商品券と、上位五位までそれぞれ商品がある。ローカルテレビ局も町の一大イベントとして放送するため店側もアピールするいい機会だと、それぞれの店も有力選手をスカウトする。
ヤマビコレンジャー
こよりが山比古町の平和を守るため、そして子供達に正義を教えるために結成している少年チーム。町の見回りや困っている人を見つけ次第助けるなど日々活動している。主にNOWSONが集合場所となっており、チーム内での返事は「ロジャー!（ラジャー）」。
NOWSON（のーそん）
山比古町に唯一件だけあるコンビニで、学園の近所にある。コンビニとしては珍しく24時間営業ではなく、朝の7時から夜の11時まで営業となっている。夜になると山比古町のほとんどの店が閉まるため、夜は盛況になる。AAでは店先の看板の色を変更している。

## スタッフ
- プロデューサー：上様
- 原画
  - 涼香：初、こより、円佳
  - なちゅらるとん：伊吹、陽菜
  - 鶴崎貴大：つむぎ
  - 有河サトル：サブキャラクター（一部）
  - 澤野明：ミニキャラ
- シナリオ
  - あくまっこ：初、つむぎ、陽菜
  - 柊★たくみ：伊吹、こより、円佳

## 主題歌

### 星空へ架かる橋
オープニングテーマ「星空へ架かる橋」
作詞 - 畑亜貴 / 作曲 - 上松範康（Elements Garden） / 編曲 - 藤間仁（Elements Garden） /  歌 - のみこ
エンディングテーマ
「広がる夜空の下で」
作詞 - rino / 作曲・編曲 - 藤田淳平（Elements Garden） / 歌 - 青葉りんご
「Let's Go☆ミ」
作詞 - feng / 作曲・編曲 - 大久保薫 / 歌 - 中津川初（日々野蒔）、日向伊吹（青葉りんご）、神本円佳（いすずあすか）

挿入歌
「乙女至上主義」
作詞 - rino / 作曲・編曲 - 大久保薫 / 歌 - 藤宮詩（加賀ヒカル）・藤堂こより（桃井いちご）
「YAMABIKO☆☆FIGHT!!」
作詞・作曲・編曲 - 自慢具 / 歌 - 町長
2010年末に開催された「秋葉原電気外祭り2010年冬」および「コミックマーケット79」にて主題歌2曲を収録したCDが発売された。定価1200円。ジャケットイラストは日向伊吹。2011年2月16日より公式ウェブサイト上で通信販売されている。

### 星空へ架かる橋AA
オープニングテーマ「4SEASONs」
作詞 - SugarLover / 作曲 - 上松範康（Elements Garden） / 編曲 - 藤間仁（Elements Garden） /  歌 - のみこ
エンディングテーマ「星空のいま」
作詞・作曲・編曲 - 塚本けむ / 歌 - 相良心

## テレビアニメ
2011年4月から6月まで独立UHF局、AT-Xにて放送された。全12話。
OVAは、同年8月12日にテレビアニメ公式サイトにて、発売決定の情報が発表された。2011年12月21日に発売。OVAオリジナルキャラクターとして団優歌（声：田村ゆかり）が登場。

### スタッフ（アニメ）
- 原作 - feng
- キャラクター原案 - 涼香、なちゅらるとん、鶴崎貴大、有河サトル、澤野明、ぞうあざらし
- シリーズ監修 - 柊☆たくみ
- 監督 - 三原武憲
- シリーズ構成・脚本 - 雑破業
- キャラクターデザイン・総作画監督 - 大河原晴男
- 美術監督 - 門間幸一
- 色彩設計 - 石黒けい
- 撮影監督 - 伊藤邦彦
- 編集 - 後藤正浩
- 音楽 - Funta7、梅堀淳（サウンドトラック:ポニーキャニオン）
- 音楽プロデューサー - 高畑裕一郎
- 音響監督 - ハマノカズゾウ
- プロデューサー - 伊藤誠、高畑裕一郎、上様、鎌田肇、岡村武真
- 制作プロデューサー - 鎌田肇、石黒竜
- アニメーション制作 - 動画工房
- 協力 - ピー・アール・エー
- 製作 - 山比古町観光協会（マーベラスエンターテイメント、ポニーキャニオン、feng、創通、動画工房）

### 主題歌（アニメ）
オープニングテーマ「星風のホロスコープ」（第1話 - 第11話、第13話）
作詞・作曲 - 上松範康（Elements Garden） / 編曲 - 藤間仁（Elements Garden）
歌 - のみこ
エンディングテーマ
「だっしゅどシンデレラ」（第1話 - 第9話、第11話）
作詞 - 辻純更 / 作曲 - 若林充 / 編曲 - 草野よしひろ
歌 - 中津川初（中村繪里子）、神本円佳（清水愛）
「Water LiLy」（第10話）
作詞 - 辻純更 / 作曲 - 白戸佑輔 / 編曲 - 水谷広実
歌 - 神本円佳（清水愛）
「星風のホロスコープ」（第12話）
作詞・作曲 - 上松範康（Elements Garden） / 編曲 - 藤間仁（Elements Garden）
歌 - 中津川初（中村繪里子）、日向伊吹（青葉りんご）、神本円佳（清水愛）

挿入歌
「Mighty Girl パワーde☆」（第7話、第13話）
作詞 - Funta3 / 作曲 - Funta7 / 編曲 - 草野よしひろ
歌 - 藤堂こより（大久保藍子）
「It's my message」（第11話）
作詞 - Funta3 / 作曲 - Funta7 / 編曲 - 梅堀淳
歌 - 日向伊吹（青葉りんご）
2011年5月27日に主題歌2曲のCDがポニーキャニオンより発売。

### 各話リスト
| 話数   | サブタイトル                       | 絵コンテ        | 演出         | 作画監督                                                   |
| ------ | ---------------------------------- | --------------- | ------------ | ---------------------------------------------------------- |
| 第1話  | クマなら、ここで終わってた         | 三原武憲        | 三原武憲     | 平塚知哉                                                   |
| 第2話  | チーズの味はしないはず             | 吉川博明        | 小野田雄亮   | 尾崎綾子                                                   |
| 第3話  | ドングリは意外と痛い               | 博多正寿        | QZo          | 曾我篤史                                                   |
| 第4話  | クマと出会って、話してた           | 葛谷直行 小松信 | 小松信       | 中島美子、長谷川亨雄 片岡千春                              |
| 第5話  | しることウナギとウエディングドレス | 大関雅幸        | 大関雅幸     | 久保茉莉子、石井舞                                         |
| 第6話  | 桶が落ちるとき                     | 吉川博明        | 越田知明     | 菊永千里                                                   |
| 第7話  | ピンクのにゃんぼぼ                 | 佐々木奈々子    | 佐々木奈々子 | 曾我篤史                                                   |
| 第8話  | ツッコミは○○で!                    | 博多正寿        | 小野田雄亮   | 尾崎綾子、片岡千春                                         |
| 第9話  | スズメバチは昼行性                 | 吉川博明        | QZo          | 久保茉莉子、野道佳代 中野典克、清水昌之 平塚知哉           |
| 第10話 | 指輪、流れて……                     | 岩崎太郎        | 岩崎太郎     | 谷口元浩、藤田真弓 海保仁美、奥野浩行 久保茉莉子、曾我篤史 |
| 第11話 | 雨にふられて                       | 小松信          | 葛谷直行     | 柳伸亮、片岡千春 中島美子、手島典子                        |
| 第12話 | 夜空に架かる星の橋                 | 三原武憲        | 三原武憲     | 曾我篤史、久保茉莉子 谷口元浩、中野圭哉                    |
| 第13話 | 架かるか?学園祭に恋の橋            | 井出安軌        | QZo          | 曾我篤史、久保茉莉子                                       |

### 放送局
| 放送地域 | 放送局             | 放送期間                | 放送日時                     | 放送系列       | 備考              |
| -------- | ------------------ | ----------------------- | ---------------------------- | -------------- | ----------------- |
| 日本全域 | AT-X               | 2011年4月11日 - 6月27日 | 月曜 9:00 - 9:30             | CS放送         | リピート放送あり  |
| 千葉県   | チバテレビ         | 2011年4月13日 - 6月29日 | 水曜 1:30 - 2:00（火曜深夜） | 独立UHF局      |                   |
| 愛知県   | テレビ愛知         | 2011年4月14日 - 6月30日 | 木曜 2:00 - 2:30（水曜深夜） | テレビ東京系列 |                   |
| 東京都   | TOKYO MX           | 2011年4月14日 - 6月30日 | 木曜 2:30 - 3:00（水曜深夜） | 独立UHF局      |                   |
| 埼玉県   | テレ玉             | 2011年4月15日 - 7月1日  | 金曜 1:05 - 1:35（木曜深夜） | 独立UHF局      |                   |
| 兵庫県   | サンテレビ         | 2011年4月15日 - 7月1日  | 金曜 2:05 - 2:35（木曜深夜） | 独立UHF局      |                   |
| 日本全域 | バンダイチャンネル | 2011年5月6日 - 7月22日  | 金曜 12:00 更新              | ネット配信     |                   |
| 日本全域 | ニコニコチャンネル | 2011年5月6日 - 7月22日  | 金曜 更新                    | ネット配信     | 2話以降は有料配信 |

### BD / DVD
当初、Blu-rayおよびDVD第1巻の発売は2011年6月11日の予定であったが、諸般の事情により延期され、2011年7月6日に発売された。これに伴い2巻以降の発売も延期された。
| 巻 | 発売日        | 収録話         | 規格品番   | 規格品番   | 規格品番   | 規格品番   |
| 巻 | 発売日        | 収録話         | BD特装版   | BD通常版   | DVD特装版  | DVD通常版  |
| -- | ------------- | -------------- | ---------- | ---------- | ---------- | ---------- |
| 1  | 2011年7月6日  | 第1話、第2話   | N/A        | PCXX-50061 | N/A        | PCBX-51391 |
| 2  | 2011年8月3日  | 第3話、第4話   | PCXX-50052 | PCXX-50062 | PCBX-51372 | PCBX-51392 |
| 3  | 2011年9月7日  | 第5話、第6話   | N/A        | PCXX-50063 | N/A        | PCBX-51393 |
| 4  | 2011年10月5日 | 第7話、第8話   | N/A        | PCXX-50064 | N/A        | PCBX-51394 |
| 5  | 2011年11月2日 | 第9話、第10話  | N/A        | PCXX-50065 | N/A        | PCBX-51395 |
| 6  | 2011年12月7日 | 第11話、第12話 | N/A        | PCXX-50066 | N/A        | PCBX-51396 |

| 発売日         | 規格品番   | 規格品番   | 規格品番   | 規格品番   |
| 発売日         | BD特装版   | BD通常版   | DVD特装版  | DVD通常版  |
| -------------- | ---------- | ---------- | ---------- | ---------- |
| 2011年12月21日 | PCXX-50057 | PCXX-50067 | PCBX-51377 | PCBX-51397 |

### 『THE IDOLM@STER』とのコラボCM
地上波放送局において、アニメ版のBD・DVDのリリースCMを期間限定で『THE IDOLM@STER』のアイドル達がテレビアニメ放送に伴う「リアル765プロ企画」の一環として、各放送局毎にナレーションを行った。詳しくはTHE IDOLM@STER (アニメ) を参照。
| 年月日                | 放送局     | 出演アイドル       |
| --------------------- | ---------- | ------------------ |
| 2011年4月26日・5月3日 | チバテレビ | 天海春香           |
| 2011年4月27日・5月4日 | TOKYO MX   | 双海亜美・双海真美 |
| 2011年4月27日・5月4日 | テレビ愛知 | 高槻やよい         |
| 2011年4月28日・5月5日 | テレ玉     | 菊地真             |
| 2011年4月28日・5月5日 | サンテレビ | 我那覇響           |

## 関連CD

### 無印版主題歌
収録曲
1. 星空へ架かる橋
作詞 - 畑亜貴 / 作曲 - 上松範康（Elements Garden） / 編曲 - 藤間仁（Elements Garden） / 歌 - のみこ
2. 広がる夜空の下で
作詞 - rino / 作曲・編曲 - 藤田淳平（Elements Garden） / 歌 - 青葉りんご
3. 星空へ架かる橋（インストゥルメンタル）
4. 広がる夜空の下で（インストゥルメンタル）

### AA主題歌
収録曲
1. 4SEASONs
作詞 - SugarLover / 作曲 - 上松範康（Elements Garden） / 編曲 - 藤間仁（Elements Garden） / 歌 - のみこ
2. 星空のいま
作詞・作曲・編曲 - 塚本けむ / 歌 - 相良心
3. 4SEASONs（インストゥルメンタル）
4. 星空のいま（インストゥルメンタル）

### だっしゅどシンデレラ
テレビアニメ『星空へ架かる橋』のエンディングテーマ。2011年5月27日にポニーキャニオンから発売された。ディスクジャケットには、中津川初と神本円佳がプリントされている。
収録曲
1. だっしゅどシンデレラ
作詞：辻純更、作曲：若林充、編曲：草野よしひろ
2. 明日への架け橋
作詞：Funta3、作曲・編曲：Funta7
3. だっしゅどシンデレラ（インストゥルメンタル）
4. 明日への架け橋 （インストゥルメンタル）

### サウンドトラック
テレビアニメ『星空へ架かる橋』のサウンドトラック。2011年6月24日にポニーキャニオンから発売された。劇中で使用されたBGMと主題歌のTV-sizeバージョンを収録している。
| #   | タイトル                            | 作詞 | 作曲・編曲 |
| --- | ----------------------------------- | ---- | ---------- |
| 1.  | 「星風のホロスコープ（TV-size）」   |      |            |
| 2.  | 「朝日」                            |      |            |
| 3.  | 「山比古町」                        |      |            |
| 4.  | 「恋する羊」                        |      |            |
| 5.  | 「初のテーマ」                      |      |            |
| 6.  | 「今日は晴れだよ運動会」            |      |            |
| 7.  | 「cute!」                           |      |            |
| 8.  | 「ちょっとまってね」                |      |            |
| 9.  | 「伊吹のテーマ」                    |      |            |
| 10. | 「淡い気持ち」                      |      |            |
| 11. | 「さあ踊りましょう」                |      |            |
| 12. | 「バグパイプ」                      |      |            |
| 13. | 「つむぎのテーマ」                  |      |            |
| 14. | 「伝説」                            |      |            |
| 15. | 「旅館よろづよ」                    |      |            |
| 16. | 「千歌のテーマ」                    |      |            |
| 17. | 「モーレツダッシュ」                |      |            |
| 18. | 「つかまるもんか」                  |      |            |
| 19. | 「燃える闘魂」                      |      |            |
| 20. | 「大吾のテーマ」                    |      |            |
| 21. | 「あの時のように」                  |      |            |
| 22. | 「不安」                            |      |            |
| 23. | 「出会いと別れ」                    |      |            |
| 24. | 「円佳のテーマ」                    |      |            |
| 25. | 「わるだくみ」                      |      |            |
| 26. | 「おっとっと」                      |      |            |
| 27. | 「ドタバタバタバタ」                |      |            |
| 28. | 「こよりのテーマ」                  |      |            |
| 29. | 「悲しい思い」                      |      |            |
| 30. | 「優しい時間」                      |      |            |
| 31. | 「陽菜のテーマ」                    |      |            |
| 32. | 「誘惑?」                           |      |            |
| 33. | 「伝わる想い」                      |      |            |
| 34. | 「歩のテーマ」                      |      |            |
| 35. | 「だっしゅどシンデレラ（TV-size）」 |      |            |

### キャラクターソングアルバム
テレビアニメ本編のキャラクターソングアルバム。2011年8月3日にポニーキャニオンから発売された。収録曲は以下の通り。
1. 星空へ続く道も
歌：中津川初（中村繪里子）
作詞：Funta3、作曲：Funta7、編曲：草野よしひろ
2. It's my message
歌：日向伊吹（青葉りんご）
作詞：Funta3、作曲：Funta7、編曲：梅堀淳
3. Raspberry Complex
歌：酒井陽菜（吉田真弓）
作詞：辻純更、作曲：白戸佑輔、編曲：Funta7
4. Water LiLy
歌：神本円佳（清水愛）
作詞：辻純更、作曲：白戸佑輔、編曲：水谷広実
5. 一人星〜ひとりぼし〜
歌：万千歌（河原木志穂）
作詞：石川あゆ子、作曲：上田晃司、編曲：梅堀淳
6. Mighty Girl パワーde ☆
歌：藤堂こより（大久保藍子）
作詞：Funta3、作曲：Funta7、編曲：草野よしひろ
7. ありがとう
歌：星野歩（大橋歩夕）
作詞：瀬名恵、作曲：岩田賢治、編曲：水谷広実
8. 星風のホロスコープ（#12 ver.）
歌：中津川初（中村繪里子）、神本円佳（清水愛）、日向伊吹（青葉りんご）
作詞・作曲：上松範康（Elements Garden）、編曲：藤間仁（Elements Garden）
9. 星風のホロスコープ（初 ver.）
歌：中津川初（中村繪里子）
10. 星風のホロスコープ（円佳 ver.）
歌：神本円佳（清水愛）
11. 星風のホロスコープ（伊吹 ver.）
歌：日向伊吹（青葉りんご）

### OVA初回限定版オリジナルサウンドトラック
2011年12月21日に発売されたOVAの初回限定版DVD&Blu-ray Discに同封されている。収録曲は以下の通り。
1. 星空のホロスコープ (Acoustic version)
2. これから
3. 大吾のテーマ (Rhythm version)
4. ポワポワパタパタ
5. だっしゅどシンデレラ (Acoustic guitar version)
6. さあ踊りましょう (Rhythm version)
7. わるだくみ (rhythm version)
8. 誘惑? (Rhythm version)
9. 星風のホロスコープ (Piano version)
10. しっと?
11. 初のテーマ (Piano version)
12. 山比古町 (Synth Version)
13. だっしゅどシンデレラ (Piano version)